# Wereldbeker inline-skaten

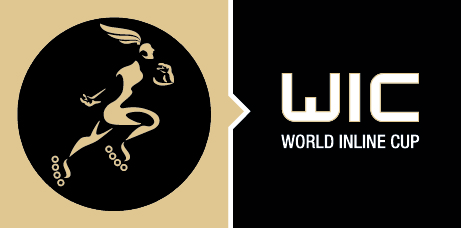
Logo van de World Inline Cup

De wereldbeker inline-skaten of World Inline Cup is een jaarlijks terugkerende serie inline-skatemarathons op het hoogste wereldwijde niveau, georganiseerd door de Fédération Internationale de Roller Sports (FIRS).

## Geschiedenis
In 1999 vond de eerste poging plaats om een serie inline-skatewedstrijden met gelijke regels en een puntensysteem in te voeren, toen nog door de Europese bond Confédération Européenne de Roller Skating (CERS). Een jaar later begon de eerste officiële Grand Prix serie waar acht grote bestaande Europese marathonwedstrijden werden samengevoegd. Weer een jaar later, in 2001, kwamen de wedstrijden onder de wereldbond FIRS te staan en werden de individuele races in drie categorieën ingedeeld. Voor het klassement worden de punten opgeteld, waarbij de slechtste resultaten worden weggestreept.
Van elke skater worden de punten die in elke wedstrijd worden verdiend opgeteld, de slechtste resultaten (of een race waaraan iemand niet deelneemt) worden weggestreept. Ook werd er sommige jaren een ploegenklassement voor commerciële teams bijgehouden waarin de plaatsen van de eerste drie mannen of vrouwen per team meetellen.
In 2016 bestond de World Inline Cup uit vijf races: in Incheon (Zuid-Korea), in Rennes (Frankrijk), Dijon (Frankrijk), Ostrava (Tsjechië) en de finale was de inline-marathon van Berlijn (Duitsland).

## Winnaars
In onderstaande tabel staan de winnaars van het individuele eindklassement, de ploegen waar ze voor uitkwamen, en het ploegenklassement voor mannen en vrouwen.
| Jaar | Winnaar             | Team winnaar                  | Ploegenklassement (m)         | Winnares               | Team winnares                      | Ploegenklassement (v)         |
| ---- | ------------------- | ----------------------------- | ----------------------------- | ---------------------- | ---------------------------------- | ----------------------------- |
| 2000 | Massimiliano Presti | Fila-Verducci                 | Fila-Verducci                 | Sheila Herrero         | Rollerblade                        | Rollerblade                   |
| 2001 | Arnaud Gicquel      | Rollerblade                   | Rollerblade                   | Ashley Horgan          | Rollerblade                        | Rollerblade                   |
| 2002 | Massimiliano Presti | Saab-Salomon                  | Saab-Salomon                  | Andréa Haritchelhar    | Saab-Salomon                       | Saab-Salomon                  |
| 2003 | Pascal Briand       | Saab-Salomon                  | Saab-Salomon                  | Jessica Smith          | Verducci                           | Rollerblade                   |
| 2004 | Massimiliano Presti | Fila                          | Fila                          | Theresa Cliff Ryan     | KIA-Verducci                       | KIA-Verducci                  |
| 2005 | Massimiliano Presti | Fila                          | Rollerblade                   | Laura Lardani          | Rollerblade                        | Rollerblade                   |
| 2006 | Massimiliano Presti | MMCmicro-Salomon              | MMCmicro-Salomon              | Angèle Grandgirard     | Rollerblade                        | Rollerblade                   |
| 2007 | Massimiliano Presti | Bont-Hyper                    | Powerslide-PHUZION            | Laura Lardani          | Sportvital Rollerblade             | Sportvital Rollerblade        |
| 2008 | Yann Guyader        | Powerslide-Alessi             | Powerslide-Alessi             | Cecilia Baena          | Bont Wheels                        | Bont Wheels                   |
| 2009 | Diego Rosero        | Rollerblade                   | Rollerblade                   | Cecilia Baena          | Powerslide-Matter                  | Powerslide-Matter             |
| 2010 | Yann Guyader        | Powerslide Matter World       | Powerslide Matter World       | Giovanna Turchiarelli  | Alessi World                       | Alessi World                  |
| 2011 | Severin Widmer      | Swiss Skate Team              | Swiss Skate Team              | Nicole Begg            | X-Tech MPC                         | IDEEprint EOSkates            |
| 2012 | Yann Guyader        | EOSkates IDEEprint            |                               | Renata Karabova        | EOSkates IDEEprint                 |                               |
| 2013 | Yann Guyader        | EOSkates World Team           |                               | Aleksandra Goss        | –                                  |                               |
| 2014 | Yann Guyader        | EOSkates                      |                               | Francesca Lollobrigida | X-TECH/Alessi                      |                               |
| 2015 | Bart Swings         | Powerslide Matter World       |                               | Juliette Pouydebat     | –                                  |                               |
| 2016 | Bart Swings         | Powerslide Matter World Team  | Powerslide Matter World Team  | Katharina Rumpus       | Powerslide Matter World Team       | Powerslide Matter World Team  |
| 2017 | Patxi Peula         |                               | Powerslide/Matter Racing Team | Katharina Rumpus       | Powerslide/Matter Racing Team      | Powerslide/Matter Racing Team |
| 2018 | Bart Swings         | Powerslide/Matter Racing Team | In-Gravity International Team | Katharina Rumpus       | Powerslide/Matter Racing Team      | Powerslide/Matter Racing Team |
| 2019 | Felix Rijhnen       | Powerslide/Matter Racing Team | Powerslide/Matter Racing Team | Aura Quintana          | Vitoria-Gasteiz International Team | Powerslide/Matter Racing Team |
| 2021 | Bart Swings         | Powerslide/Matter Racing Team | Powerslide/Matter Racing Team | Valentina Cartagena    | –                                  | Powerslide/Matter Racing Team |
| 2022 | Nolan Beddiaf       | EOSkates World Team           | Powerslide/Matter Racing Team | Josie Hofmann          | Powerslide/Matter Racing Team      | Powerslide/Matter Racing Team |
| 2023 | Bart Swings         | Powerslide Racing Team        | Powerslide Racing Team        | Aura Quintana          | -                                  | Bont Europe Team              |